# Marc de Cerinea
Marc de Cerinea (en llatí Marcus, en grec antic Μάρκος) fou un polític aqueu del segle III aC, ciutadà de Cerinea (Acaia). Va ser el principal instigador de la mort del tirà de Bura, ciutat que immediatament es va unir a la Lliga Aquea que s'estava formant.
Quan es va modificar la constitució de la Lliga i es va decidir el nomenament d'un únic general en lloc de dos, va ser el primer que va rebre la dignitat d'únic estrateg, l'any 255 aC. El 229 aC la Lliga va enviar vaixells en ajut de Còrcira contra els pirates il·liris i en la batalla que va seguir, Marc, que era a uns dels vaixells enfonsats, va morir amb la resta de la tripulació. Polibi parla molt bé dels seus serveis a la Lliga Aquea.